# Musquodoboit River
Der Musquodoboit River ist ein Fluss in der kanadischen Provinz Nova Scotia.

## Flusslauf
Der Musquodoboit River entsteht im Zentrum der Nova-Scotia-Halbinsel am Zusammenfluss seiner beiden Quellflüsse South Branch und North Branch Musquodoboit River 5 km nordöstlich von Upper Musquodoboit. Er fließt in südwestlicher Richtung durch das Musquodoboit Valley an den Orten Upper Musquodoboit, Centre Musquodoboit, Elmsvale und Middle Musquodoboit vorbei. Anfangs folgt der Nova Scotia Highway 336, später der Nova Scotia Highway 224 dem Flusslauf.
Ab Middle Musquodoboit führt der Nova Scotia Highway 357 entlang dem Unterlauf des Flusses. Dieser ändert auf seinen letzten 30 km seinen Kurs nach Südsüdost. Kurz vor der Mündung überquert der Nova Scotia Highway 7 den Fluss. Der Musquodoboit River mündet schließlich 40 km östlich von Halifax an der Südküste der Halbinsel in die Bucht Musquodoboit Harbour. Der Musquodoboit River hat eine Länge von etwa 90 km. Der mittlere Abfluss am Pegel Crawford Falls beträgt 20 m³/s.

## Flussfauna
Der Musquodoboit River bildet ein Laichgebiet des Atlantischen Lachses. 

## Freizeitmöglichkeiten
Der Fluss stellt ein beliebtes Erholungsziel für Paddler in Zentral-Nova Scotia dar. Am Flusslauf fehlen größere Stromschnellen und Wasserfälle.